# Подмонастырка
Подмонастырка (тат. Тау асты бистәсе, Тау асты авылы) — упразднённая в 1958 году деревня, вошедшая в состав города Елабуги Татарской АССР РСФСР. Ныне исторический район города. Народное название бывшей деревни - Подмырка.

## История
В 1616 году на Елабужском городище был основан Троицкий мужской монастырь. В собственности монастыря находились крестьяне сел и деревень: Танайка, Подмонастырская слободка, Бетьки и пр.. Первое упоминание Подгорной монастырской слободки относится к 1646 году, соответственно основание этой слободы произошло между 1616 и 1646 годами. В 1764 году Троицкий мужской монастырь был упразднен, земли переданы в собственность государства, а бывшие монастырские крестьяне получили свободу и стали относиться к Коллегии экономии. По названию этого ведомства жителей Подмонастырки стали называть экономическими крестьянамии, а с XIX – государственными крестьянами.

## Административно-территориальная принадлежность
С момента основания Подмонастырская слободка относилась к Зюрейской дороге Казанского уезда Царства Казанского. После ликвидации в 1708 году Царства Казанского вошла в состав Казанской губернии. В 1780 году была передана в состав Елабужского уезда Вятской губернии.
После упразднения монастыря Подмонастырка относилась к Танаевской волости, а в XIX веке стала относиться к Лекаревской волости. После вхождения в состав Татарской АССР ее передали в состав Трехсвятского сельсовета, куда помимо Подмонастырки вошла деревня Трехсвятская. В 1958 года Первомайский (бывший Трехсвятский) сельсовет, был ликвидирован, а его населённые пункты вошли в состав города Елабуги.
В XVIII-XX веках жители деревни относились к приходу Спасского собора г. Елабуги.

## Население
- 1646—43 муж. (10 дворов),
- 1710—49 муж., 41 жен. (11 дворов),
- 1762—59 муж., 52 жен.,
- 1802—90 муж. (30 дворов),
- 1859—128 муж., 145 жен. (48 дворов),
- 1884—161 муж., 178 жен. (66 дворов),
- 1905—231 муж., 242 жен. (86 дворов).

Национальный состав – русские.